# Basilio Martín Patino
Basilio Martín Patino (Lumbrales, 29 d'octubre de 1930 - Madrid, 13 d'agost de 2017) fou un director de cinema espanyol, reconegut per la pel·lícula Nueve cartas a Berta (1965) i per tres documentals, Canciones para después de una guerra (1971), Queridísimos verdugos (1973) i Caudillo (1974).
Va néixer el 29 d'octubre de 1930 a Lumbrales, localitat de la província espanyola de Salamanca, en el bressol d'una família acadèmica. Els seus pares, tots dos professors, eren de dreta i catòlics. El seu germà José María va fer-se sacerdot i secretari del cardenal Vicent Enrique i Tarancón i la seva germana es va fer monja. Nogensmenys, Basilio trià un camí diferent, anarquista que es troba reflectit a la seva obra. Va llicenciar-se en Filosofia i Lletres a la Universitat de Salamanca i posteriorment obtingué el títol de director-realitzador de l'Escola Oficial de Cine de Madrid.
Abans de dedicar-se al cinema va fer estudis literaris i va escriure Calle Toro, antes Generalísimo, llibre que va ser finalista del Premio Biblioteca Breve però que el mateix autor no va voler publicar encara que l'hi van proposar (per exemple l'historiador Manuel Tuñón de Lara el va voler publicar a París). En els seus inicis, Martín Patino va ser un dels pioners de la publicitat a Espanya, però el seu caràcter independent li va fer dedicar-se als seus propis projectes, sent el 1953 quan es va apropar veritablement al cinema, creant el cineclub de la Universitat de Salamanca i publicant la revista Cinema Universitario.
El 1955 va organitzar a Salamanca les I Conversaciones sobre el Cinema Español, conegudes com les Conversaciones de Salamanca, que haurien de tenir gran ressonància en el futur del cinema del país. En la trobada, el cervell de la qual va ser Ricard Muñoz Suay, es van reunir els millors directors del cinema espanyol de l'època.
Després de dirigir diversos curtmetratges, es llicencia a l'Escola Oficial de Cinema el 1961 amb la pel·lícula Tarde de domingo. El 1963 realitza el curtmetratge Torerillos, que li suposaria els seus primers problemes amb la censura (el censor li va demanar que retirés el fum d'un tren argumentant que "embrutava el paisatge de Castella-la Manxa ja lleig de per si"). El seu gran èxit li arriba tres anys després amb la pel·lícula Nueve cartas a Berta (1966), que obté la Petxina de Plata en el Festival Internacional de Cinema de Sant Sebastià; la trobada amb el públic va ser un èxit i la pel·lícula va estar en cartell, per a sorpresa del mateix Patino després dels seus problemes amb la censura, durant cent dies.
A partir d'aquest moment, Patino realitza una carrera allunyada dels circuits comercials, destacant pels documentals Canciones para después de una guerra (1971), la seva obra de més èxit juntament amb Nueve cartas a Berta i en el qual, mitjançant l'ús d'imatges procedents principalment del NO-DO i cançons de l'època ofereix un recorregut per la postguerra espanyola; Queridísimos verdugos (1973), amb entrevistes a diversos botxins de l'època i a familiars d'ajusticiats; i Caudillo (1974), sobre Franco. Aquests dos últims, com altres de les seves obres, van haver de ser realitzats de forma clandestina i només van poder ser estrenats després de la mort de Franco.
Dins de la seva militància anarcosindicalista, participa en la Fundació Cultural de la Confederació Nacional del Treball.
El seu interès per la cinematografia de no ficció li porta a explorar els territoris del fals documental, com el dedicat a la matança de camperols llibertaris en Casas Viejas o La seducción del caos (1991), amb Adolfo Marsillach. Destaca també el seu interès per les tecnologies audiovisuals, tant les pioneres (posseeix una col·lecció de zoótrops i llanternes màgiques, instal·lada a la seu de la Filmoteca de Castella i Lleó) com les noves, la qual cosa el porta a investigar les possibilitats del vídeo des de la seva aparició, així com els recursos que la imatge en 3D, els videomuros o l'edició informàtica poden oferir al creador.
El 2007 va rebre el títol de Doctor honoris causa per la Universitat de Salamanca.
El 2011 durant les revoltes ciutadanes del 15M inicia el rodatge de Libre te quiero, documental que es va estrenar en la Seminci de Valladolid l'octubre de 2012 i que narra els esdeveniments ocorreguts a Madrid durant maig i octubre de 2011.

## Filmografia
- Libre te quiero (2012)
- Espejos en la niebla (2008)
- Capea (2005)
- Fiesta (2005)
- Corredores de fondo (2005)
- Homenaje a Madrid (2004)
- Octavia (2002)
- Andalucía: un siglo de fascinación (1996). Conjunt de set pel·lícules.
- La seducción del caos (1991)
- Madrid (1987)
- Los paraísos perdidos (1985)
- El horizonte ibérico (1983)
- El nacimiento de un nuevo mundo (1982)
- Inquisición y libertad (1982)
- Retablo de la Guerra Civil Española (1980)
- Hombre y ciudad (1980)
- Caudillo (1974)
- Queridísimos verdugos (1973)
- Canciones para después de una guerra (1971)
- Paseo por los letreros de Madrid (1968)
- Rinconete y Cortadillo (1967)
- Del amor y otras soledades (1968)
- Nueve cartas a Berta (1966)
- Imágenes y versos de la navidad (1962). curtmetratge
- Torerillos (1962). curtmetratge

## Reconeixement
- El 2007 va ser promogut doctor honoris causa de la Universitat de Salamanca.
- La pel·lícula Queridísimos verdugos realitzada clandestinament sota la dictadura, a la qual entrevista els tres últims botxins empleats per la dictadura franquista va obtenir el Primer Premi del Festival de Cine de Taormina i el Premi del Festival International des Ciné-Rencontres de Prada de Conflent.[5]
- El setzè Festival de Cinema Independent de Barcelona el 2009 va dedicar una retrospectiva en homenatge a Basilio Marín Patino.[6] Queridíssimos Verdugos i Caudillo es consideren com a dos films claus de la transició.[7]